# Kapta
Kapta, en la historia mitológica de la mesopotamia, fue una deidadmenor, los picos, palas y moldes de ladrillos. Fue puesto en ese cargo por Enki.

## Enlaces
Sumerian Mythology FAQ
- Datos: Q1673860